# 劉世勳
劉世勳（17世紀—17世紀），字胤之，南直隸應天府上元縣人，明朝、南明軍事人物。

## 生平
劉世勳身材高大、精於戰陣，又好儒雅能寫詩，是崇禎七年（1634年）的武進士，獲授樓子管守備，歷任山西行都司僉書、山海左翼都司、游擊，十七年（1644年）遷官都督僉事，多次上陳方略都不為黃斌卿所用，監國魯王朱以海駐舟山，他累晉左都督，掛安洋將軍印。
永曆五年（1651年）八月，清兵分道攻打舟山，張名振奉魯王出海，命劉世勳守城，他揀選城內步卒五千人、麾下死士五百人，居民萬餘人協助，奮戰十餘日後開門詐降，城內埋伏大砲，受降者進入後伏兵現身，斬殺清兵千餘人，砲傷六千人。清軍大怒，更急於攻城，本來因糧盡退兵，張名振的親戚丘元吉卻當清軍內應，帶領清兵分道進攻，他身中數箭，城中火藥耗盡，最終失陷遂陷，清兵屠城，而他穿好朝服，向北拜自刎而死，其後清廷追諡烈愍。
劉世勳的兒子劉炳擔任職方司主事，跟隨他一同赴死，家人也自焚而死。

## 引用
1. 1 2  錢海岳《南明史·卷八十六·列傳第六十二》：劉世勳，字胤之，上元人。崇禎十年武進士，兼通詩史。歷樓子管守備，山西行都司僉書，山海左翼都司、遊擊。十七年，遷都督僉事，駐防罷。屢陳方畧，黃斌卿不能用。監國魯王駐舟山，累晉左都督，挂安洋將軍印。永曆五年八月，清兵分道攻舟山，張名振奉王出海，而命世勳城守。世勳料簡城中步卒尚有五千，麾下死士五百，居民萬餘助之，背城奮戰十餘日。開門偽降，城內伏大礮。受降者入，伏起，斬清兵千餘人，礮傷六千人。清兵怒，攻益急。會糧盡將退，名振戚丘元吉內應，清乃益兵分進，大礮如蝟集，世勳身中數矢。城中火藥盡，城崩，遂陷。清兵屠城。世勳朝服北拜自刎死。子炳，官職方主事，從死；家人均自火死。
2. ↑  《雪交亭正氣錄·卷八》：劉世勳，字□□；南京上元人，丁丑武進士。為人奇偉，精於戰陣；复好近儒雅，並能詩，有儒將風。隆武時，命以副將安撫浙東，因與黃斌卿同守舟山。魯王遷為都督，掛安洋將軍印。舟山之陷，公守禦甚力。八月二十六，開門詐降，內伏火砲；清騎卒爭入，炮發，擊死千餘人，复閉門堅守。力盡城破，自刎城上。
3. ↑  民國《江蘇省通志稿·人物志·第五十七卷·忠節一》：劉世勳，字胤之，上元人。崇禎末，以武進士歷官都督僉事。監國駐舟山，進安洋將軍。辛卯九月，清兵分道下舟山，張名振奉監國出海，而命世勳城守。世勳料簡城中步卒尚有五千，麾下死士五百，居民助之，乘城而守。清兵屢攻屢卻，乃益兵攻之。城陷，世勳朝服北面，望海再拜，自刎死。清諡烈愍。